# ماركيلا كافينا
ماركيلا كافينا (30 يناير 2000- ) ممثلة أسترالية. اشتهرت بأدائها بدور البطولة في مسلسل سيد الخواتم.

## روابط خارجية
- ماركيلا كافينا على موقع IMDb (الإنجليزية)
- ماركيلا كافينا على موقع ألو سيني (الفرنسية)
- ماركيلا كافينا على موقع قاعدة بيانات الفيلم (الإنجليزية)
- ماركيلا كافينا على موقع كينوبويسك (الروسية)